# Anton H. Westergård
Anton Hilmer Westergård, född 8 maj 1880 i Ränneslöv i Hallands län, död 25 februari 1968 i Stockholm, var en svensk geolog. Han var son till lantbrukare Per Nilsson och Mathilda Wennström.
Westergård var verksam som statsgeolog vid Sveriges geologiska undersökning (SGU) 1910-45 och föreståndare för dess museum från 1914. Han blev filosofie doktor vid Lunds universitet 1909. Han författade ett stort antal arbeten om lagerserier från kambrium och ordovicium i Sverige och om i dessa förekommande fossil, särskilt trilobiter. Han tilldelades Charles Doolittle Walcott-medaljen 1939.
Westergård var korresponderande hedersledamot av Paleontological Society of America från 1925, ledamot av Fysiografiska sällskapet i Lund från 1951 samt utländsk ledamot av Geological Society of London från 1952. 

## Publikationer i urval
- Westergård, A.H., 1922: Sveriges olenidskiffer. Sveriges Geologiska Undersökning Ca 18, 1–205.
- Westergård, A.H., 1936: Paradoxides œlandicus beds of Öland, with the account of a diamond boring through the Cambrian at Mossberga. Sveriges Geologiska Undersökning C 394, 1–67.
- Westergård, A.H., 1941: Skifferborrningarna i Yxhultstrakten i Närke 1940. Sveriges Geologiska Undersökning C 442, 1–20.
- Westergård, A.H., 1944: Borrningar genom alunskifferlagret på Öland och i Östergötland 1943. Sveriges Geologiska Undersökning C 463, 1–22.
- Westergård, A.H., 1944: Borrningar genom Skånes Alunskiffer 1941–42. Sveriges Geologiska Undersökning C 459, 1–45.
- Westergård, A.H., 1946: Agnostidea of the Middle Cambrian of Sweden. Sveriges Geologiska Undersökning C 477, 1–140.
- Westergård, A.H., 1947: Nya data rörande alunskifferlagret på Öland. Sveriges Geologiska Undersökning C 483, 1–12.
- Westergård, A.H., 1947: Supplementary notes on the Upper Cambrian trilobites of Sweden. Sveriges Geologiska Undersökning C 489, 1–35.
- Westergård, A.H., 1948: Non-agnostidean trilobites of the Middle Cambrian of Sweden I. Sveriges Geologiska Undersökning C 498, 1–33.
- Westergård, A.H., 1950: Non-agnostidean trilobites of the Middle Cambrian of Sweden II. Sveriges Geologiska Undersökning C 511, 1–57.
- Westergård, A.H., 1953: Non-agnostidean trilobites of the Middle Cambrian of Sweden III. Sveriges Geologiska Undersökning C 526, 1–59.
- Stratigraphic Results of the Borings Through the Alum Shales of Scania Made in 1941-1942, Lund 1942.